# Милослав Банђур
Милослав Банђур (Убоско код Љубиња, 9. новембар 1947 — Бања Лука, 19. март 2022) био је пуковник Војске Републике Српске. Био је командант 2. мајевичке лаке пјешадијске бригаде.

## Биографија
Подофицирску школу оклопних јединица завршио је 1966. у Бањој Луци, а курс усавршавања активних подофицира 1973, након чега је произведен у чин потпоручника. Високу војнополитичку школу ЈНА завршио је 1989. године. Службовао је у гарнизонима Бања Лука и Београд. Службу у ЈНА завршио је на дужности начелника штаба (уједно замјеника команданта) оклопне бригаде, у чину потпуковника. У ВРС је био од дана њеног оснивања до пензионисања, 30. јануара 1998. Био је начелник штаба (уједно замјеник команданта) бригаде, начелник оклопно-механизованих јединица у органу родова команде корпуса, командант лаке пјешадијске бригаде, помоћник команданта за гарнизонске послове и начелник одјељења (уједно помоћник команданта) за морал, информисање и правне послове у команди корпуса. У чин пуковника унапријеђен је 16. јуна 1995.
Преминуо је 19. марта 2022. у Бањој Луци. Сахрањен је 21. марта 2022. на Градском гробљу — Побрђе у Бањој Луци

## Одликовања и признања
Одликован у ЈНА:
- Медаља за војничке врлине,
- Медаљом за војне заслуге,
- Орден заслута за народ са сребрном звијездом и
- Орден народне армије са сребрном звијездом.

Одликован у ВРС:
- Орден Његоша првог реда.